# Doodlebops
Doodlebops è una serie televisiva statunitense-canadese prodotta dalla Cookie Jar Entertainment trasmessa per la prima volta nel 2005 su Playhouse Disney. In Italia è stata trasmessa versione italiana dell'omonimo canale dal 2006 al 2009. Ogni episodio mostra la famiglia Doodle composta da tre fratelli (Deedee, Rooney e Moe) che formano una band musicale. Dopo che avranno vissuto diverse avventure, Bob, l'autista del pullman, li accompagnerà al loro concerto.

## Personaggi

### Doodlebops
- Deedee Doodle: pianista e cantante, Deedee è il membro femminile della famiglia. È una ragazza gentile che si diverte a suonare il pianoforte. Sembra provare una grande passione per le parate (come mostrato nell'episodio Conta su me). Vestita di rosa e viola, è interpretata da Lisa J.Lennox e doppiata da Giò Giò Rapattoni.
- Rooney Doodle: chitarrista, Rooney è un ragazzo che ama suonare la chitarra e sembra provare una grande passione per le invenzioni, infatti si cimenta anche lui a creare marchingegni tutti suoi (come noto nell'episodio Continua a provare, in cui non riesce a far funzionare uno strumento da lui inventato). È vestito di blu ed è interpretato da Chad McNamara e doppiato da Alessandro Tiberi.
- Moe Doodle: batterista, Moe è considerato come il membro pasticcione della famiglia. È vestito di rosso-arancio e giallo. Moe è noto per lo spezzone di inizio puntata "Dov'è Moe?", in cui si nasconde al momento della presentazione e gli altri dovranno trovarlo. Una volta trovato dice venendo fuori dal suo nascondiglio "Ta-daan, mi avete trovato!". Oltre a questo, vi è anche lo spezzone "Non tirare la corda" presente in ogni episodio, in cui una corda scende improvvisamente dal soffitto spingendo Moe a tirarla. Nonostante gli altri glielo sconsiglino, lui non ci fa caso e la tira facendosi cadere in testa dell'acqua. Dopo ciò, dice scuotendo la testa "Rinfrescante!". Interpretato da Jonathan Wexler e doppiato da Alessandro Quarta.

### Altri personaggi
- Bob: l'autista del pullman che accompagnerà i Doodlebops al loro concerto in ogni puntata. Ogni volta che questi ultimi lo vedono, gridano: "Oh, Bob, l'autista del pullman!".
- Mazz: la manager dei Doodlebops nella prima stagione. Comparirà nel momento del concerto. Ma quando i protagonisti sono in casa uscirà da una stanza nascosta nella parete cantando una canzoncina. A questo punto darà un annuncio o un consiglio ai fratelli prima di ritornare da dove è venuta.
- Jazzmin: la manager dei Doodlebops nella seconda e nella terza stagione, afro-americana come Mazz. Sa suonare l'arpa e aspira ad essere un'attrice. È capace di sparire con uno schiocco di dita.